# Aleksandr Poleszczuk (pisarz)
Aleksandr Łazarewicz Poleszczuk (ros. Александр Лазаревич Полещук, ukr. Олександр Лазарович Поліщук; ur. w 1923 w Jekatierinosławiu (obecnie Dniepr), zm. w 1979 w Podolsku) – radziecki pisarz rosyjskojęzyczny. Prozaik, autor fantastyki naukowej.

## Życiorys
Urodził się i dzieciństwo spędził w Ukraińskiej Socjalistycznej Republice Radzieckiej. Jego ojciec zajmował kierownicze stanowisko w charkowskim aparacie Komunistycznej Partii (bolszewików) Ukrainy, lecz gdy w 1937 podczas wielkiej czystki został aresztowany i rozstrzelany, rodzinę przesiedlono do Chabarowska. W 1947 Aleksandr ukończył studia na wydziale matematyczno-fizycznym Chabarowskiego Instytutu Pedagogicznego. Następnie pracował jako nauczyciel fizyki. W ostatnim okresie życia mieszkał w mieście Podolsk w obwodzie moskiewskim.

## Twórczość
Jako pisarz debiutował fantastyczno-naukową mikropowieścią „Gwiezdny człowiek” (Звёздный человек) opublikowaną w 1957 w czasopiśmie Pionier. Pierwszą książkę wydał w 1959. Jego twórczość zamyka się w kręgu fantastyki naukowej, przy czym część utworów jest adresowana do młodzieży.
W Polsce jego powieść „Znak z kosmosu” (Падает вверх) wydało w 1966 Wydawnictwo Iskry, jako jedną z pierwszych pozycji serii „Fantastyka-Przygoda” (w tłumaczeniu Zygmunta Burakowskiego). Utwory Aleksandra Poleszczuka były tłumaczone także na angielski, bułgarski, czeski, francuski, japoński, mongolski, niemiecki, serbsko-chorwacki, słowacki i węgierski.